# Franz von Beust
Franz Joseph Freiherr von Beust (* 6. August 1776 in Rastatt; † 30. Dezember 1858 in Karlsruhe) war badischer Kammerherr und Generalmajor.

## Herkunft
Er stammte aus der katholischen Linie des altmärkischen Uradelsgeschlechts der Freiherrn von Beust. Seine Eltern waren der Oberstleutnant und Kammerherr Karl Ludwig Josef von Beust (1734–1792) und dessen zweite Ehefrau Maria Anna, geborene Gräfin von Zedtwitz. Er war ein Cousin ersten Grades des ebenfalls aus Rastatt stammenden und nahezu gleichaltrigen badischen Richters Carl von Beust.

## Leben
Beust besuchte zunächst das Kadettenhau und trat 1792 als Sekondeleutnant in das Leib-Grenadier-Regiment der Badischen Armee ein. Während des Ersten Koalitionskriegs kämpfte er in den Niederlanden und geriet mit einer hannoversch-badischen Einheit in Gefangenschaft. Er blieb daraufhin 18 Monate in französischer Kriegsgefangenschaft. Im Krieg von 1805 war er Stabshauptmann im Jäger-Bataillon, von 1806 bis 1807 Hauptmann im Infanterie-Regiment „Harrant“. 1809 wurde er in das Leib-Infanterie-Regiment „Hochberg“ Nr. 3 versetzt. In der Schlacht bei Wagram war Beust Ordonnanzoffizier des Generals Legrand. 1814 führte er als Oberstleutnant ein Bataillon der Leib-Grenadier-Garde in den Befreiungskriegen. Besonders in der Schlacht bei Paris am 31. März konnte er sich dabei auszeichnen. Kurz danach wurde er zum Oberst befördert und Kommandeur der Leib-Grenadier-Garde, die er auch im Feldzug 1815 führte.
Im Jahr 1832 wurde er zum Kommandeur der 1. Infanterie-Brigade ernannt, aber im gleichen Jahr noch auf eigenen Wunsch pensioniert. Er verlebte seine letzten Jahre in Karlsruhe, 1847 wurde er noch zum Generalmajor ernannt, bevor er am 30. Dezember 1858 verstarb.

## Familie
Aus der im Jahr 1808 in Bruchsal geschlossenen Ehe mit Nanette Gemehl (1785–1874), Tochter des Oberamtmanns von Bruchsal Bernardo Gemehl und der Apollonia Sommer, gingen mehrere Kinder hervor:
- Eduard Caspar Alexander (1817–1842)
- Ludwig (1819–1888), Major ⚭ 1850 Stefanie Stutz (* 1826)
- Mathilde (* 1812) ⚭ Karl Ludwig († 26. August 1855), Oberst und Kommandeur des Garde-Grenadier-Regiments
- Emilie Maria Theresia (* 1814)
- Pauline (* 1822) ⚭ 1845 Josef Sommer († 1847), Generalauditor
- Elise (* 1823)
- Adolf Ludwig Leopold (1829–1909), Hauptmann ⚭ 1861 Caroline von Reitzenstein (1838–1919) aus dem Hause Regnitzlosau